# Roger Milla
Albert Roger Mooh Miller, más conocido como Roger Milla (Yaundé, 20 de mayo de 1952) es un exfutbolista camerunés. Jugaba de delantero y pasó gran parte de su carrera jugando en Francia y su país natal. Su último club fue el Pelita Jaya FC de Indonesia.
Milla también fue internacional con Camerún, selección a la cual representó en los Campeonatos Mundiales de 1982, 1990 y 1994 y los Juegos Olímpicos de Los Ángeles de 1984. Es considerado como uno de los mejores futbolistas africanos de todos los tiempos, y fue incluido en la lista de los Cien de la FIFA en 2004.

## Biografía
Su carrera futbolística comenzó en su país, Camerún a los 14 años Ben el Eclair de Douala, donde militó los cinco primeros años de su prematura carrera. Con 19 años fue traspasado a los Léopards Douala. Ahí se cambió el apellido Miller por Milla para que sonara más africano. Con tan sólo 18 años gana la liga de Camerún y empieza a demostrar por qué sería nombrado posteriormente mejor jugador africano de todos los tiempos. En el Eclair juega 117 partidos y anota la friolera de 89 goles. En 1974 ingresa en el Tonnerre Yaoundé donde vuelve a ser campeón ganando 2 Recopas de África y dándose a conocer internacionalmente, volviendo a registrar grandes números (69 tantos en 87 partidos).
Como la inmensa mayoría de los futbolistas africanos, Milla abandona el continente africano hacia Francia, donde ficha por el Valenciennes F. C., donde no consigue cuajar como se esperaba, marcando 6 goles en 28 partidos. En 1979 es traspasado al AS Mónaco, donde tampoco termina de demostrar su calidad anotando tan sólo 2 tantos en 17 encuentros. Eso sí, en el equipo del principado logra su primer título en Europa, la Copa de Francia de 1980. En el verano de ese mismo año, el SC Bastia se hace con sus servicios y es en este club donde goza de la confianza necesaria para demostrar los números que registró en Camerún. Anotó 35 goles en 113 partidos y ganó su segunda Copa de Francia, en 1981 (un año después de ganar la primera con el Mónaco). En 1984, Milla ficha por el AS Saint-Étienne con quien firmó 31 goles en 59 partidos y ganó una liga de la Segunda División de Francia (Ligue 2) con dicho equipo. Finalizó su carrera francesa en el Montpellier HSC, donde se convierte en ídolo, marcando 37 goles en 95 partidos.
Tras su paso por el fútbol francés, decide regresar a su país para jugar en el equipo en el que despuntó, el Tonnere Yaoundé, donde permanece hasta 1995, año en el que se marcha a Indonesia para jugar en el Pelita Jaya de Indonesia donde se retira un año después.
Actualmente es un embajador itinerante para las causas africanas. En 2004, fue nombrado para el FIFA 100, una lista de los 125 mejores futbolistas vivos seleccionados por Pelé en conjunto con las celebraciones del centenario de la FIFA.
En 2010 participó en un spot publicitario para Coca-Cola referente a la Copa Mundial de Fútbol organizada en Sudáfrica, este estaba inspirado en unos de sus bailes de celebración tras anotar en el mundial de fútbol de 1990.

## Selección de Camerún
Con la selección nacional de Camerún, Roger Milla debutó en 1976, ganó 2 Copas de África y acudió a tres Mundiales, 1982, 1990 y 1994.
El Mundial de España '82 fue especialmente amargo para Milla. El equipo africano quedó apeado de la competición sin haber perdido un solo encuentro. Especialmente amargo porque Milla y su país a pesar de jugar bien, sufrieron unos arbitrajes bastante polémicos. Ante Perú (0-0) Milla convirtió un gol a los 39 minutos, pero el árbitro austríaco Franz Wöhrer anuló la jugada por un fuera de juego. Cuatro días después, ante Polonia, la selección de Camerún volvió a empatar a cero, donde no se señaló un evidente y justo penalti a Milla que hubiera inclinado la balanza a favor de Camerún. Finalmente empató 1-1 con Italia. Tenía al final 3 puntos igual que los italianos, pero terminó eliminada porque Italia tenía 2 goles anotados y 2 en contra y Camerún 1 a favor y 1 en contra.
Pero su gran actuación en Italia '90 quedó en el recuerdo de los fanáticos del mundo entero. Ya con 38 años y entrando en el segundo tiempo de los partidos, anotó 2 goles sobre la hora en la victoria 2-1 sobre la difícil Rumania de Hagi y Lăcătuș. Luego en octavos de final le marcó 2 goles a Colombia en tiempo extra. Esos dos goles los festejó bailando alrededor del banderín del córner, lo que marcó un hito en las celebraciones de goles inspirando muchísimos festejos posteriores y publicidades. Con 38 años, Milla marcó cuatro goles en este Mundial y llevó a Camerún a los cuartos de final, donde perdió contra Inglaterra (2-3 a favor de los pross) en la prórroga en el mítico estadio San Paolo, en Nápoles.
En 1994, Henri Michel incluye a Milla entre los 22 elegidos para disputar el Mundial de Estados Unidos. La inclusión de Milla generó mucha polémica en Camerún, ya que entonces, el histórico ariete africano contaba ya con 42 años y mucha gente pensaba que su carrera internacional estaba acabada. Los leones no tuvieron suerte en ese Mundial pero Milla marcó ante Rusia y se convirtió en el jugador más veterano en marcar un gol en una fase final en la historia de los Mundiales. Dejó la selección tras ese Mundial.
A su retirada, la Federación camerunesa le ofreció el puesto de director administrativo de la selección y posteriormente ocupó cargos en el Ministerio de Deportes de Camerún.
Actualmente, Roger Milla es embajador de Unicef en su país, aunque en más de una ocasión ha manifestado que le gustaría ser Presidente de Camerún.

### Participaciones en Copas del Mundo
| Mundial                        | Sede                     | Resultado                | PJ | Goles | Prom. |
| ------------------------------ | ------------------------ | ------------------------ | -- | ----- | ----- |
| Copa Mundial de Fútbol de 1982 | España                   | Primera fase             | 3  | 0     | 0,00  |
| Copa Mundial de Fútbol de 1990 | Italia                   | Cuartos de final         | 5  | 4     | 0,80  |
| Copa Mundial de Fútbol de 1994 | Estados Unidos           | Primera fase             | 2  | 1     | 0,50  |
| Total en Copas del Mundo       | Total en Copas del Mundo | Total en Copas del Mundo | 10 | 5     | 0,50  |

### Participaciones en Eliminatorias para Copas del Mundo
| Eliminatoria                 | Resultado              | PJ | Goles | Prom. |
| ---------------------------- | ---------------------- | -- | ----- | ----- |
| Eliminatorias africanas 1974 | Segunda fase           | 1  | 0     | 0,00  |
| Eliminatorias africanas 1978 | Primera fase           | 2  | 3     | 1,50  |
| Eliminatorias africanas 1982 | Clasificado            | 5  | 6     | 1,20  |
| Eliminatorias africanas 1986 | Primera ronda          | 1  | 0     | 0,00  |
| Total en Eliminatorias       | Total en Eliminatorias | 9  | 9     | 1,00  |

## Clubes
| Club                   | País      | Año         | Part. | Goles |
| ---------------------- | --------- | ----------- | ----- | ----- |
| Léopards Douala        | Camerún   | 1970-1974   | 117   | 101   |
| Tonnerre Yaoundé       | Camerún   | 1974-1977   | 105   | 89    |
| Valenciennes           | Francia   | 1977-1979   | 28    | 25    |
| AS Mónaco              | Francia   | 1979-1980   | 17    | 10    |
| SC Bastia              | Francia   | 1980-1984   | 113   | 77    |
| AS Saint-Étienne (*)   | Francia   | 1984-1986   | 59    | 49    |
| Montpellier HSC (*)    | Francia   | 1986-1989   | 95    | 70    |
| JS Saint-Pierroise (*) | Francia   | 1989-1990   | 9     | 7     |
| Tonnerre Yaoundé       | Camerún   | 1990-1994   | 116   | 111   |
| Pelita Jaya FC         | Indonesia | 1994-1995   | 50    | 87    |
| Putra Samarinda FC     | Indonesia | 1995-1996   | 30    | 29    |
| TOTAL                  |           | 1968 - 1996 | 700   | 665   |

- Registro oficial de IFFHS: 220 goles y 422 partidos en 1.ª División
- (*) Los datos incluyen 49 goles y 92 partidos de la Ligue 2
- Los datos de su paso por Reunión e Indonesia de 1990 a 1995 no son reconocidos como oficiales porque corresponden a ligas menores y amateur.

## Palmarés

### Como jugador

#### Torneos nacionales
| Título           | Club               | País    | Año     |
| ---------------- | ------------------ | ------- | ------- |
| Primera División | Léopards Douala    | Camerún | 1971-72 |
| Primera División | Léopards Douala    | Camerún | 1972-73 |
| Primera División | Léopards Douala    | Camerún | 1973-74 |
| Copa de Camerún  | Tonnerre Yaoundé   | Camerún | 1974    |
| Copa de Francia  | AS Mónaco          | Francia | 1979-80 |
| Copa de Francia  | SC Bastia          | Francia | 1980-81 |
| Ligue 2          | Montpellier HSC    | Francia | 1986-87 |
| Primera División | JS Saint-Pierroise | Reunión | 1990    |
| Copa de Camerún  | Tonnerre Yaoundé   | Camerún | 1991    |

#### Torneos internacionales
| Título                    | Club                 | Sede       | Año  |
| ------------------------- | -------------------- | ---------- | ---- |
| Recopa Africana           | Tonnerre Yaoundé     | Yaundé     | 1975 |
| Copa Africana de Naciones | Selección de Camerún | Bouaké     | 1984 |
| Copa Africana de Naciones | Selección de Camerún | Casablanca | 1988 |

### Individual
- Máximo goleador de la Copa Africana de Naciones de 1986 y 1988 y Mejor Jugador de la edición 1986.
- 2 veces mejor Jugador Africano del Año en 1976 y 1990.
- Mejor Jugador Africano de la Historia.
- FIFA 100.